# Stemma del Venezuela
Lo stemma della Repubblica Bolivariana del Venezuela è costituito da uno scudo sormontato da due cornucopie, simbolo di abbondanza, incrociate, ed è diviso negli stessi tre colori della bandiera: rosso, giallo e blu. Nel quarto rosso in alto a sinistra compare un covone di grano simbolo dell'unità, nel quarto giallo in alto a destra le tre bandiere unite della Grande Colombia e nella metà blu inferiore compare un cavallo bianco allo stato brado, simbolo di libertà voltato verso sinistra (mentre fino al 2006 era girato nell'altra direzione. Cambiamento suggerito dalla figlia del Presidente Chavez: l'equino in origine correva da sinistra a destra, ma venne fatto notare che in un paese socialista fosse più giusto il percorso inverso).

Allo scudo sono accostati, da un lato un ramo di alloro (la vittoria), dall'altro uno di palma (il martirio), legati insieme da un nastro tricolore che riporta il seguente motto: 
Dopo il 2006 il motto Republica de Venezuela fu sostituito con Republica Bolivariana de Venezuela, il nome acquisito dalla repubblica dopo la presa di potere di Hugo Chávez.
L'Araldista Fabio Cassani Pironti, incaricato dall'Assemblea Nazionale, ha realizzato la riforma dello stemma nazionale.

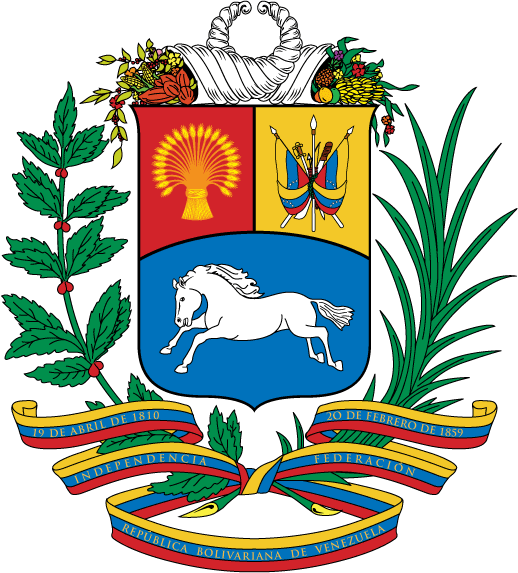
Stemma del Venezuela creato da Fabio Cassani Pironti

## Stemmi storici

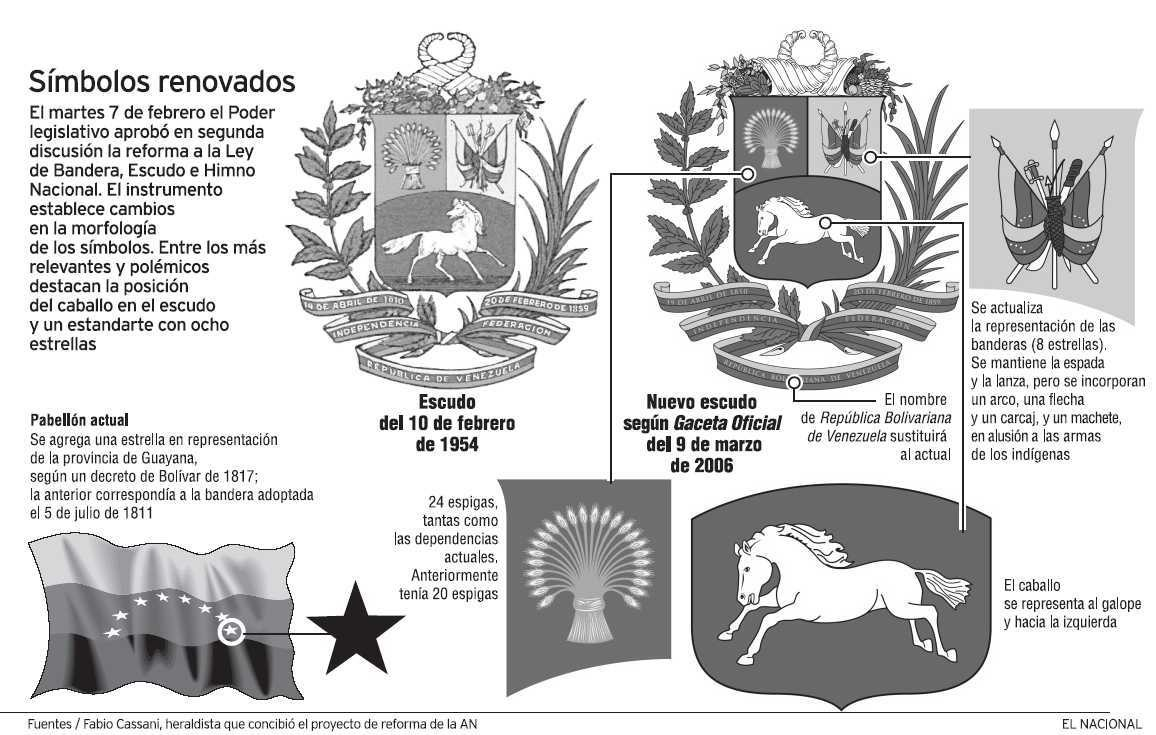
El Nacional, giornale venezuelano del 12 marzo 2006

Prima Repubblica del Venezuela (1811-1812)
Seconda Repubblica del Venezuela (1812-1814)
Terza Repubblica del Venezuela (1814–1819)